# دانشگاه آزاد اسلامی واحد شیراز
در بهار سال۱۳۶۶ گروه علوم انسانی دانشگاه آزاد شیراز به سرپرستی علی شیخ موحد تأسیس شد. درابتدای شروع به کار دانشگاه تنها رئیس وقت این دانشگاه به عنوان هیئت علمی دراین واحد مشغول به کار بوده است.
در حال حاضر ۱۹۶۱۹ دانشجو و ۳۴۰ استاد در این مرکز مشغول فعالیت هستند. بر اساس تحلیل‌های انجام شده این مرکز تاکنون ۷۷۶۵ مقاله علمی در نشریات و همایش‌های داخلی منتشر کرده است. دانشگاه آزاد اسلامی واحد شیراز، صاحب امتیاز و ناشر هفت مجله تخصصی است و تا کنون هشت همایش توسط این واحد دانشگاهی برگزار شده است.
علاوه بر این تاکنون ۱۹۶۵ مقاله معتبر بین‌المللی نیز از این مرکز استخراج شده است. اطلاعات و آمار دقیق‌تر از دانشگاه آزاد اسلامی واحد شیراز را می‌توانید در زیر مشاهده کنید. در سال ۱۴۰۱ پژوهشگران دانشگاه آزاد اسلامی واحد شیراز بیشترین مقالات خود را با کلیدواژه‌های «شهر شیراز» و «تشدید پلاسمون‌های سطحی محلی» منتشر کرده‌اند.

## اعضا هیئت علمی دانشگاه
دانشگاه آزاد اسلامی واحد شیراز دارای ۳۸۱ عضو هیئت علمی است. مرتبه علمی اعضای هیئت علمی به صورت زیر است:
| مرتبه علمی | تعداد |
| ---------- | ----- |
| استاد تمام | ۱۳    |
| دانشیار    | ۱۰    |
| استادیار   | ۱۸۲   |
| مربی       | ۱۷۵   |

## رتبه علمی دانشگاه
براساس اطلاعات پایگاه علمی اسکاپوس، دانشگاه آزاد اسلامی شیراز رتبهٔ ۲۸۹۱ در میان دانشگاه‌های جهان و رتبهٔ ۹۸ در بین دانشگاه‌های ایران را دارد.
رتبه‌بندی دانشگاه‌های شیراز به صورت زیر است:
| نام دانشگاه               | رتبه در شیراز | رتبه در کشور | رتبه در جهان |
| ------------------------- | ------------- | ------------ | ------------ |
| دانشگاه شیراز             | ۱             | ۲            | ۷۷۲          |
| دانشگاه علوم پزشکی شیراز  | ۲             | ۱۵           | ۱۰۶۶         |
| دانشگاه صنعتی شیراز       | ۳             | ۶۰           | ۲۵۶۳         |
| دانشگاه آزاد اسلامی شیراز | ۴             | ۹۰           | ۲۸۹۱         |

همچنین براساس رتبه‌بندی سال ۱۴۰۲ در بین دانشگاه‌های آزاد ایران، رتبه ۷ را کسب کرده است.

## رتبه وب سایت دانشگاه
رتبهٔ سایت دانشگاه آزاد اسلامی شیراز به صورت زیر است:
| نام نظام رتبه‌بندی | رتبه در ایران | رتبه در جهان |
| ----------------- | ------------- | ------------ |
| webometrics       | ۱۳۲           | ۸۵۱۶         |
| 4icu              | ۱۷۰           | ۸۲۲۷         |
| classbase         | ۱۲۶           | ۵۶۸۲         |

براساس رتبه‌بندی ISC وب سایت دانشگاه آزاد اسلامی شیراز رتبهٔ ۴۷ را در بین دانشگاه‌های آزاد اسلامی ایران و رتبه ۲۱۴ را در بین کل دانشگاه‌های ایران به دست آورده است.

## مساحت دانشگاه
سایت پردیس دانشگاه آزاد اسلامی شیراز در شهر صدرا به مساحت ۲۰۴ هکتار است. این سایت با اعتباری بالغ بر ۲۰۰ میلیارد ریال در سال ۱۳۸۸ افتتاح‌شد.

## رشته‌های تحصیلی
دانشگاه آزاد اسلامی واحد شیراز دارای ۲۳ رشته در مقطع دکترا و ۶۷ رشته در مقطع کارشناسی ارشد است.

### کارشناسی
در سال ۱۳۶۹ با توسعه امکانات و جذب اعضای هیئت علمی تمام وقت و تأسیس آزمایشگاه‌ها، کارگاه‌ها و گروه‌های آموزشی زیر در دانشگاه آزاد واحد شیراز تاسیس‌شدند:
علوم اقتصادی
- اقتصاد صنعتی
- اقتصاد بازرگانی
- اقتصاد نظری
- مدیریت بازرگانی
- مدیریت بیمه
- مدیریت صنعتی
- حسابداری
- آموزش و پرورش ابتدایی
- علمی کاربردی حسابداری
- مدیریت بازرگانی -کارمندان

دانشکده علوم
- آمار
- تربیت بدنی و علوم ورزشی
- تربیت بدنی و علوم ورزشی فیزیولوژی
- جغرافیای طبیعی اقلیم‌شناسی
- جغرافیای طبیعی ژئومورفولوژی
- دبیری زمین‌شناسی
- ریاضی محض
- زمین‌شناسی
- زمین‌شناسی کاربردی
- شیمی کاربردی
- فیزیک
- فیزیک حالت جامد
- موسیقی
- نمایش - کارگردانی نمایش
- آموزش ریاضی آموزش معلمان
- دبیری تربیت بدنی و علوم ورزشی
- علوم مهندسی-ریاضی مهندسی
- آب وهواشناسی
- ژئومورفولوژی

دانشکده علوم انسانی
- الهیات و معارف اسلامی ادیان و عرفان
- تربیت دبیری زبان انگلیسی
- تربیت مترجمی زبان انگلیسی
- حقوق
- دبیری زبان انگلیسی
- زبان و ادبیات عرب
- زبان و ادبیات فارسی
- علوم سیاسی
- فقه و حقوق اسلامی
- فلسفه و حکمت اسلامی
- روان‌شناسی

دانشکده هنر و معماری
- مهندسی معماری
- نقاشی
- موسیقی
- علمی کاربردی معماری
- مهندسی تکنولوژی معماری
- مهندسی شهرسازی

دانشکده فنی و مهندسی
- مهندسی کامپیوتر
- مهندسی پلیمر
- مهندسی شیمی - پالایش
- مهندسی شیمی - پتروشیمی
- مهندسی شیمی - پتروشیمی، گاز، پالایش
- مهندسی شیمی - طراحی فرآیندهای صنایع نفت
- مهندسی شیمی - گاز
- مهندسی صنایع - گاز
- مهندسی صنایع - ایمنی صنعتی
- مهندسی صنایع - برنامه‌ریزی تحلیل سیستمها
- مهندسی صنایع - تولید صنعتی
- مهندسی مواد - سرامیک
- مهندسی مواد - متالورژی صنعتی
- مهندسی مکانیک - حرارت و سیالات
- مهندسی نفت
- مهندسی مکانیک - حرارت و سیالات
- مهندسی تکنولوژی مکانیک خودرو
- مهندسی تکنولوژی ساخت و تولید
- علمی کاربردی کامپیوتر
- مهندسی تکنولوژی نرم‌افزار
- مهندسی کامپیوتر
- مهندسی برق - مخابرات
- مهندسی برق -قدرت
- مهندسی پلیمر- تکنولوژی علوم رنگ
- مهندسی بهره‌برداری راه‌آهن
- مهندسی عمران

دانشکده علوم کشاورزی
- مهندسی کشاورزی - آب
- مهندسی کشاورزی - گیاهپزشکی
- مهندسی کشاورزی - باغبانی
- مهندسی کشاورزی - خاک‌شناسی
- مهندسی کشاورزی- مهندسی فضای سبز[۱۰]

### کارشناسی ارشد
از سال ۱۳۷۰ دوره‌های کارشناسی ارشد به جمع دوره‌های تحصیلی افزوده شد.
دانشکده اقتصاد و مدیریت
- علوم اقتصادی
- مدیریت آموزشی
- مدیریت صنعتی
- توسعه اقتصادی و برنامه‌ریزی

دانشکده علوم
- زمین‌شناسی اقتصادی
- زمین‌شناسی تکتونیک
- شیمی آلی
- ریاضی محض
- زمین‌شناسی چینه‌شناسی و فسیل
- فیتو شیمی
- شیمی تجزیه

دانشکده علوم انسانی
- آموزش زبان انگلیسی
- حقوق عمومی
- علوم سیاسی
- حقوق خصوصی

دانشکده فنی و مهندسی
- مهندسی پلیمر - صنایع پلیمر
- مهندسی مکانیک - ساخت و تولید
- مهندسی صنایع - مهندسی صنایع
- مهندسی شیمی - مهندسی پلیمر

دانشکده علوم کشاورزی
- آبیاری و زهکشی
- مهندسی منابع آب
- مهندسی کشاورزی - بیماری‌شناسی گیاهی
- شناسایی و مبارزه با علف‌های هرز
- مهندسی کشاورزی- حشره‌شناسی کشاورزی
- مهندسی آب- تأسیسات آبی
- علوم باغبانی- فیزیولوژی و اصلاح سبزیها
- علوم باغبانی- فیزیولوژی و اصلاح درختان میوه
- علوم باغبانی- فیزیولوژی و اصلاح گیاهان دارویی و ادویه‌ای

دانشکده هنر و معماری
- مهندسی معماری[۱۱]

### دیگر رشته‌ها
روان‌شناسی بالینی، روان‌شناسی عمومی، حقوق بین‌الملل، حقوق جزا و جرم‌شناسی، مدیریت اجرایی، حسابداری، ریاضی کاربردی، ژئوفیزیک، زمین‌شناسی- زمین‌شناسی نفت، زیست‌شناسی- بیوشیمی، زیست‌شناسی- میکرو بیولوژی، زیست‌شناسی- علوم جانوری گرایش فیزیولوژی جانوری، زیست‌شناسی- علوم جانوری گرایش زیست‌شناسی سلولی و تکوینی، مهندسی برق- مخابرات، مهندسی شیمی، مهندسی عمران- مهندسی سازه، مترجمی زبان عربی، ادبیات فارسی-ادبیات تطبیقی، مهندسی مواد-خردگی و حفاظت مواد، شیمی-شیمی و فیزیک، الهیات-فقه و مبانی حقوق دارا می‌باشد.

### دکتری حرفه‌ای
دانشکده دندانپزشکی
- دندانپزشکی

## دکتری تخصصی
دانشکده فنی مهندسی
- مهندسی شیمی
- مهندسی برق- مخابرات
- مهندسی برق- الکترونیک
- مهندسی کامپیوتر- معماری کامپیوتر
- مهندسی مکانیک- طراحی جامدات

دانشکده هنر و معماری
- معماری

دانشکده علوم
- ریاضی- آنالیز
- فیزیک
- زمین‌شناسی- تکتونیک
- زمین‌شناسی-فسیل و چینه‌شناسی

دانشکده اقتصاد و مدیریت
- اقتصاد
- مدیریت خدمات بهداشتی و درمانی

دانشکده علوم انسانی
- حقوق کیفری و جرم‌شناسی
- حقوق خصوصی[۱۲]
- حقوق عمومی
- آموزش زبان انگلیسی

دیگر رشته‌ها
- حشره‌شناسی کشاورزی
- علوم جانوری- تکوینی
- زیست‌شناسی- فیزیولوژی جانوری
- زیست‌شناسی- میکروبیولوژی

## پذیرش در دانشگاه آزاد اسلامی شیراز
دانشگاه آزاد اسلامی شیراز در مقطع کارشناسی از دو طریق با آزمون (آزمون سراسری که معمولاً در تیرماه برگزار می‌شود) و بدون آزمون (در دو مقطع زمانی نیمسال اول (مهرماه) و نیمسال دوم (بهمن ماه)) دانشجو پذیرش می‌کند.
| نوع پذیرش  | گروه ریاضی و فنی-مهندسی | گروه علوم تجربی، کشاورزی و دامپزشکی                                                                                          | علوم انسانی | هنر                                                      | زبان‌های خارجی                                |
| ---------- | --- | --- | --- | -------------------------------------------------------- | -------------------------------------------- |
| با آزمون   | مهندسی برق، مهندسی عمران، مهندسی معماری، مهندسی مکانیک | شیمی- کاربردی، مهندسی کشاورزی - گیاه پزشکی (تمام وقت)                                                                        | حقوق | -                                                        | -                                            |
| بدون آزمون | آمار و کاربردها، ریاضیات و کاربردها، علوم اقتصادی - اقتصاد نظری، علوم مهندسی - ریاضی مهندسی، فیزیک، فیزیک - حالت جامد، مهندسی پلیمر - صنایع پلیمر، مهندسی شیمی، مهندسی صنایع، مهندسی بهره‌برداری راه‌آهن، مهندسی پلیمر - تکنولوژی علوم رنگ، مهندسی شهرسازی، مهندسی صنایع ـ ایمنی صنعتی، مهندسی متالورژی و مواد - سرامیک، مهندسی متالورژی و مواد - متالورژی صنعتی، مهندسی کامپیوتر- نرم‌افزار، مهندسی کشاورزی ـ آب | زمین‌شناسی، مهندسی فضای سبز، مهندسی کشاورزی - علوم باغبانی، مهندسی کشاورزی - علوم خاک، مهندسی کشاورزی - گیاه پزشکی (پاره وقت) | حقوق (پاره وقت)، آب، الهیات و معارف اسلامی - ادیان و عرفان، حسابداری، زبان و ادبیات عربی، زبان و ادبیات فارسی، ژئومورفولوژی، علوم سیاسی، علوم اقتصادی - اقتصاد بازرگانی، علوم اقتصادی - اقتصاد صنعتی، علوم ورزشی گرایش علوم انسانی ورزش، علوم ورزشی گرایش علوم زیستی ورزش، فقه و حقوق اسلامی، فلسفه و حکمت اسلامی، مدیریت بازرگانی، مدیریت بیمه، مدیریت صنعتی | موسیقایی، نقاشی، نمایش - ادبیات نمایشی، نمایش- کارگردانی | تربیت دبیر زبان انگلیسی، مترجمی زبان انگلیسی |

پذیرش در دکتری حرفه‌ای از طریق آزمون سراسری (که معمولاً در تیرماه برگزار می‌شود)، پذیرش در کارشناسی ارشد از طریق آزمون کارشناسی ارشد دانشگاه آزاد اسلامی (که در اردیبهشت ماه برگزار می‌شود) و پذیرش در دکتری تخصصی از طریق آزمون نیمه متمرکز (کتبی و مصاحبه) دکتری تخصصی دانشگاه آزاد اسلامی (که در بهمن ماه برگزار می‌شود) صورت می‌گیرد.